# Rejon szeksniński
Rejon szeksniński (ros. Шекснинский район, Szieksinskij rajon) – jednostka administracyjna w Rosji, w obwodzie wołogodzkim, z siedzibą w Szekśnie. 
W 2010 roku mieszkało w niej 33,375 osób.